# Фактор, Эдуард Александрович
Эдуа́рд Алекса́ндрович Фактор (род. 1 июня 1940 года, Ленинград, СССР) — переводчик и прозаик, преподаватель и учёный.

## Биография
Родился 1 июня 1940 года в Ленинграде.
Высшее образование получил в ЛГУ им. А. А. Жданова (год окончания — 1963). С 1978 года работает в Национальном государственном университете физической культуры, спорта и здоровья.
Тема кандидатской диссертации (1971 год, химические науки) — «Термодинамическое исследование поверхностных слоев водносолевых систем»; тема докторской диссертации (1995 год, биологические науки) — «Перекисное окисление при физических нагрузках и его коррекция экзогенными средствами с целью повышения физической работоспособности спортсмена».